# Њиварица
Њиварица (лат. Erigeron multicepsfloreo) је једногодишња лековита, зељаста биљка из рода Еригерон из породице главочика.

## Историја
Ову нову врсту открили су Живко Славковић, професор биологије из Рибнице и Чонка Станков, биолог из Жиче, након што су извршили упоређивање репродуктивног органа биљног организма, прашника, тучкова, цветних главица, боје, величине листова са неколико стотина примерака са различитих станишта.
Осим што су дали ботаничи описа, експериментално су утврдили лековитост чаја од њиварице.
Латински назив биљке, изведен је по бинарној номенклатури Карла Линеа. сложеница multicepsfloreo је изведена на основу грађе цветних главица: multi — више, ceps — цветних главица, floreo — цваст.

## Опис
Биљка је висине 24-92 cm. Има јак жиличаст корен до 5 cm дужине. Стабло јој је усправно, чрвсто црвено, са много листова и цветних главица. Стабло је у горњем делу веома гранато, док је у доњем покривено листовима.
Листови у доњем делу су већи и шири, дужине 3,5-6,5 cm и ширине 7-8 mm и по ободу длакави, док су у горњем делу ситнији и мањи, дужине 1-2,5 cm и 1-3 mm ширине.
Из пазуха листова полази метличаста цваст са око око 530 цветних главица, пречника 2-4 mm на дршци од 2 мм. Периферни цветови беличасто-зеленкасте боје су језичастог облика, дужине до 3 mm дугачки, нижи од централних цевастих цветова, беле боје, дужине 5 mm, двополни-хермафродитни, вишег нивоа од језичастих цветова који су обично женски.
Плод садржи семе жуте боје, дужине 2 mm и додатак од беличастих нити, које помажу распростирању семена. Папус је беле боје.
Из рода Еригон у свету је пронађено 174, у Европи 20, а у Србији, заједно са њиварицом, је пронађено шест врста.

## Станиште
Биљка се може наћи индувидуално или као популације, на необрађеним њивама или на стрновима (остацима стабљика жита) након жетве, на ивицама њива, у којима се гаји кукуруз или необрађеног земљишта, те у деловима остатака шума и шибљацима врба и топола, на равничарским алувијалним наносима поред река Рибница, Ибар, Западна Морава и Гружа.

## Примена у медицинске сврхе
Мада изгледа и расте као коров, биљка има лековита својства и еколошки значај.
Чај од ове биљке је жуте боје, има боју злата, после четири сата стајања, опорог је укуса, стеже слузокожу уста и изузетно добро делује на зубе и десни. Може да послужи као средство за дезинфикацију слузокоже уста, ждрела и језика. Делује бактериостатично на стрептококе (лат. pilorois helicobacter) и гљивице (лат. candida albicans), као и на патогене бактерије.
Отпорна је на суше, успева на до 400 метара надморске висине и не захтева посебну негу. Даје велику биомасу, а њени састијци би се могли користити за производњу пасте за зубе, сапуна, козметичких раствора за затезање коже, лекова за обнављање слузокоже органа за варење и гениталних органа.